# Аліса у Дивокраї (фільм, 1976)
«Аліса у Дивокраї» (англ. Alice in Wonderland) — американська еротична музична комедія 1976 року, заснована на книзі Льюїса Керролла «Аліса у Дивокраї» 1865 року. Фільм розширює оригінальну історію, включивши в неї секс і широкий дорослий гумор, а також оригінальні пісні. Режисером фільму став Бад Таунсенд, продюсером — Вільям Оско, сценаристом — Бакі Сірлз, за концепцією Джейсона Вільямса.
Сюжет розгортається навколо Аліси (Крістін Де Белл), бібліотекарки, яка засинає, читаючи книгу «Аліса у Дивокраї», і бачить уві сні Білого Кролика (Ларрі Гелман), за яким вона йде в Дивокрай, де починає експериментувати зі своєю незвіданою сексуальністю. Через низку сексуальних контактів Аліса втрачає сексуальні обмеження та дозволяє собі стати сексуально звільненою. Фільм являє собою еротичну комедію м'якого порно з організованими музичними номерами, які розвивають сюжет і сприяють гумору фільму.
Після прем'єри довшої версії фільму було змонтовано три хвилини, MPAA присвоїв йому рейтинг R і випустив у кінотеатрі General National, компанією, сформованою продюсерами Джейсоном Вільямсом і Вільямом Оско, через те, що інші дистриб'ютори не бажали поширювати фільм. секс фільм. Фільм зібрав понад 90 доларів мільйонів у касі. Пізніше Оско перемонтував фільм як хардкор, включивши відвертий секс, який не був частиною його оригінального виробництва. У 2004 році Оско поставив оф-бродвейську сценічну адаптацію мюзиклу.

## Сюжет
Відкинувши залицяння свого хлопця Вільяма, мишача бібліотекарка Аліса засинає, читаючи «Аліса у Дивокраї». Білий Кролик з'являється їй уві сні, і вона слідує за ним у Дивокрай. Опинившись у кімнаті, занадто великій, щоб пролізти в маленькі двері, Аліса випиває зілля, яке змушує її зменшитися, в той час як її сукня залишається того ж розміру, залишаючи її оголеною. Переслідуючи Білого Кролика, вона падає в річку і починає тонути, але її рятує група місцевих жителів. Подружившись з ними, Аліса отримує нову (хоча й дуже відверту) сукню, після чого знову вирушає на пошуки Білого Кролика. Прогулюючись лісом, вона починає експериментувати зі своєю сексуальністю, роздягаючись догола і мастурбуючи. На неї натрапляє Білий Кролик і запрошує її на зустріч із Божевільним Капелюшником.
Хоча їй спочатку незручно, коли Божевільний Капелюшник оголюється перед нею, Аліса виконує феляцію. Потім її викликають допомогти Шалтаю-Болтаю, який впав зі стіни, через що він не може досягти ерекції. Ситуація виправляється, коли Аліса також дружить з Думпті. Потім її ведуть до братів і сестер Круть і Верть, з якими вона спостерігає за пристрасним, інцестуальним статевим актом. Після цієї зустрічі Аліса, Білий Кролик і Божевільний Капелюшник продовжують рух до Королівського балу. По дорозі вони зустрічають пару, яка займається сексом у відкритому полі; Аліса попрікає їх, але її ігнорують. При королівському дворі Червовий король розмовляє з Алісою, розповідаючи їй про саморозвиток і ігнорування суджень інших; він зрештою спокушає її.
З'являється Червова Королева, яка застає Алісу та Короля разом у ліжку. Відбувається поспішний суд, і Алісу «засуджують» за незайманість. У покарання королева наказує Алісі зайнятися з нею сексом. У той час як Аліса готується виконати свій вирок, між різними персонажами виникає ряд сексуальних вигадок, включаючи коротку лесбійську зустріч між Алісою та служницями Королеви. Аліса і Королева займаються сексом, але в результаті кунілінгуса, який вона отримує від Аліси, Королева відчуває настільки сильний оргазм, що на короткий час втрачає свою працездатність. Божевільний Капелюшник і Білий Кролик допомагають Алісі втекти від королеви, яка безрезультатно переслідує її.
Прокинувшись від сну і повернувшись у реальний світ, Аліса знову зустрічає Вільяма. Переживши сексуальне пробудження в країні чудес, Аліса погоджується на залицяння Вільяма, і вони у бібліотеці займаються сексом. У заключній послідовності Аліса мандрує Країною Чудес оголеною, перш ніж вони з Вільямом вирушать до свого нового дому, де вони живуть «довго і щасливо».

## Акторський склад
- Крістін Де Белл - Аліса
- Ларрі Гелман - Білий кролик

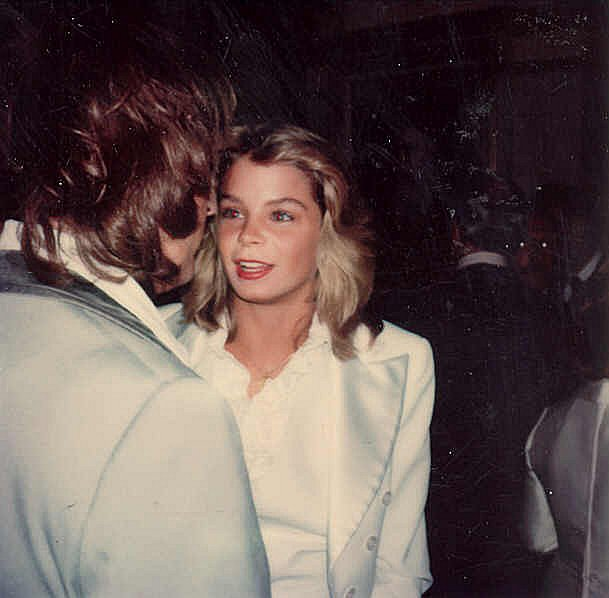
Крістін ДеБелль на прем'єрі фільму «Зірка народилася» (1976)

- Алан Новак - Божевільний Капелюшник
- Террі Голл - медсестра
- Джейсон Вільямс - Білий лицар.
- Рон Нельсон - Вільям
- Бакі Серлз - Хитун-Бовтун. * Брат Королеви Сердець
- Гіла Гавана - дівчина Чорного Лицаря
- Дж. П. Парадін в ролі судді / Скрагга
- Брі Ентоні і Тоні Річардс в ролі Круть-верть і Верть-круть
- Енджел Барретт
- Ненсі Даре - медсестра
- Брюс Фінклстін - Чорний Лицар
- Джульєт Грем - Чирвова Королева.
- Астрід Гаясе в ролі Шльондри
- Джон Лоуренс - Червоний Король
- Ед Маршалл
- Мелвіна Піплз
- Марсія Рейвен
- Кріс Стін в ролі Угалу

## Музичні номери
- "Whole New World"
- "(Guess I Was Just Too Busy) Growing Up"
- "If You Haven't Got Dreams, You Ain't Got Nothing (19 Going on 90)"
- "His Ding-A-Ling Is Up"
- "Tweedledee and Tweedledum's Song"
- "What's a Nice Girl Doin' with a Knight?"
- "Cards, Cards, Cards"
- "Make Each and Every Movement Count"
- "Happy Love"
- "Whole New World" (Reprise)

## Виробництво
Актор і режисер Джейсон Вільямс запропонував переосмислити «Алісу у Дивокраї» Льюїса Керролла для дорослих, запропонувавши, щоб це був «мюзикл з рейтингом X» у стилі секс-комедії «Флеш Гордон», у якій він зіграв головну роль. Вільямс передав ідею фільма продюсеру Вільяму Оско, якому вона сподобалася. Для написання сценарію та пісень він найняв коміка Бакі Сірлза і зібрав 100 000 доларів на виробництво.
Виробництво проходило в Нью-Йорку. Вільямс опублікував оголошення в Village Voice про прослуховування для «мюзиклу з рейтингом X», вказуючи, що претенденти та претендентки «повинні вміти співати і танцювати». Вільямс був занадто зайнятий іншими аспектами виробництва, щоб поставити картину, тому режисером був найнятий Бад Таунсенд. Таунсенд, якого Вільямс познайомив під час прослуховування свого фільму жахів «Терор у корчмі «Червоний вовк»», був плідним режисером телевізійної реклами. Хоча Таунсенд ніколи раніше не став режисером секс-фільмів, його найняли керувати «Алісою в Дивокраї» разом зі своєю дружиною Петті, яка працювала керівником сценарію. Танці були поставлені Бадді Швабом, успішним хореографом із бродвейським досвідом. Спочатку фільм планувалося знімати на 16-міліметровій плівці, але Таунсенд переконав продюсерів знімати на 35-міліметровій плівці.
Джульєт Грем пройшла прослуховування на роль Аліси, але замість неї їй запропонували роль Червовоної Королеви, на яку вона погодилася. Через модельне агентство на роль Аліси була обрана Крістін Де Белл. 20-річна модель мала досвід роботи в музичному театрі, вміла співати і танцювати. Багато акторів були завсідниками нью-йоркської порносцени, а інші були відомими акторами кіно і телебачення, такими як Ларрі Гелман, друг сценариста, який погодився зіграти Білого Кролика, якщо йому не доведеться з'являтися оголеним, і якщо його дружина і діти зможуть вилетіти до Нью-Йорка за рахунок бюджету постановки. Прослуховування співаків і танцювальних виконавців передусім підкреслювало танцювальні здібності акторів, оскільки продюсери планували перезаписати більшу частину співу з професійними співаками.
Фільм було знято лише за десять днів у червні чи липні 1975 року. Під час зйомок більшість акторів залишалися в будинку, використаному в картині. Під час зйомок актори використовували скретч-трек із музичними номерами фільму, щоб синхронізувати їх губами.
Початковий план полягав у тому, щоб зробити фільм хардкорним, але коли почалися зйомки, Вільямс сказав: «Бачення фільму почало швидко розширюватися. У нас були великі декорації, продуманий дизайн і у нас була ця велика можливість. Тож у нас був відносно короткий час. розклад зйомок, і у нас не було багато часу, щоб увійти і зробити багато речей великим планом, які потрібні для хардкору», тому сцени сексу знімали широкими кадрами. Де Белл знялася в сцені неімітованого лесбійського сексу з Джульєт Грем.
Актори та знімальна група описали Оско як страхітливу фігуру, а Джульєтта Грем сказала, що Оско погрожував не заплатити їй, якщо вона не проведе вечір у його готельному номері, і вона це зробила, але не займалася з ним сексом, сказавши Оско вона була дівчиною порноактора Джеймі Гілліса. Оско переконав Де Белл дозволити йому зняти її оральний секс з Оско, сказавши, що це необхідно для фільму.
Бюджет фільму був повністю витрачений на зйомки, а продюсерська компанія Kaleidoscope Films виділила від 250 000 до 300 000 доларів на пост-продакшн фільму. Музикант і композитор Пітер Мац перезаписав пісні фільму в повному оркестровому аранжуванні, а постпродакшн було завершено наприкінці 1975 року.

## Поширення
Прем'єра відбулася на Таймс-сквер у 1976 році на заході, на якому був присутній Енді Воргол. Незважаючи на позитивні відгуки, продюсери не змогли зацікавити дистриб'ютора через небажання випускати фільм про секс, тому Вільямс і Оско заснували нову компанію для розповсюдження фільму, General National, пояснюючи: «У той час існувала компанія під назвою „National“. „Дженерал“ […] тому, якщо ми будемо називати себе „Дженерал Нешнл“, усі подумають, що це та сама велика компанія, і до нас ставитимуться так само». Для загального випуску було вилучено три хвилини, і MPAA дав йому рейтинг R. У квітні перед виходом фільму Де Белл з'явилася на обкладинці Playboy. Оско продав іноземні права кільком компаніям на одній території, повідомляючи кожному дистриб'ютору, що вони мають ексклюзивні права.
Через назву фільму його афіша мала містити попередження про те, що його не слід плутати з іншими «традиційними» екранізаціями «Аліси в Дивокраї» і що цей фільм можуть дивитися лише дорослі.
Фільм зібрав понад 90 мільйонів доларів у всьому світі. За словами Де Белл, фільм зібрав у прокаті понад 100 мільйонів доларів, і хоча вона сказала інтерв'юеру, що має 1 % власності, вона не бачила жодного прибутку.
Після того, як «Аліса у Дивокраї» була випущена як софткор, Оско перемонтував фільм як хардкор, вставивши відверті кадри проникнення, які не були частиною оригінальних зйомок, включаючи кадри орального сексу Де Белл з Оско, які були змонтовані в послідовність Божевільного Капелюшника. Згодом кілька учасників виробництва, а також Kaleidoscope Films подали до суду на Оско, який не заплатив деяким із них і вкрав гроші в інших. Оско отримав права в результаті судового позову. У Оско вкрали оригінали, щоб він міг поширювати їх без дозволу власників. Версії фільму з рейтингом R і хардкор були поширені на VHS, а в 2007 році Subversive Cinema випустила DVD, що містив обидві версії.

## Позов
У жовтні 1976 року юристи Комісії парку Таконік погрожували Оско подати позов після того, як дізналися, що той знімав фільм ва історичних місцях без відповідного дозволу. Через місяць фільм був рецензований кінокритиком Роджером Ебертом, який написав: «Можливо, тому, що я йшов з низькими очікуваннями, фільм мене приємно здивував. А найприємніша несподіванка — це його зірка, Крістін Де Белл, яка випромінює таку свіжість і наївність, що зачаровує нас навіть у сценах, де відбуваються досить тривожні речі. Я думаю, що у неї є майбутнє в кіно, і не лише у фільмах про Х. Відкритість її самовираження, безпосередність її акторської гри справді приваблює».

## Спадщина
Вільямс і Оско планували зняти фільм для дорослих на основі «Чарівника країни Оз» як його продовження, але він не був створений. Згодом Вільямс, Оско та Де Белл зняли фільм «Велике пограбування американської дівчини» (він же «Дикі вихідні вболівальників»). Вільямс і Оско також планували зняти фільм у стилі американських графіті та Pee Wee Pigskin, футбольний фільм із дітьми, натхненний Bad News Bears.

## Адаптації
У січні 2004 року Оско спостерігав за небродвейською музичною адаптацією «Аліси в Дивокраї» у театрі Кірка, Нью-Йорк. Постановка під назвою «Аліса в Дивокраї: Музична Комедія для дорослих» містить оригінальну музику від TayWah і рекламу про те, що вона «тільки для дорослих» і «містить повне оголення». Шоу розгортається в трейлерному парку Віхокена, штат Нью-Джерсі і розповідає про сексуальне пробудження Аліси, коли вона «втікає від залицянь свого хлопця та п'яних висловлювань матері» в новий еротичний світ.
Режисер Кен Рассел планував ремейк фільму 1976 року та написав сценарій разом з Оско. Однак Рассел помер до того, як його встигли випустити. Станом на грудень 2011 року вдова Рассела та Оско все ще продовжували роботу над створенням ремейку, як данину поваги Расселу.